# Montes de Oca
Montes de Oca és una comarca de l'est de la província de Burgos, a la comunitat autònoma de Castella i Lleó. El cap comarcal és Belorado i té 20 municipis.

## Municipis
| - Arraya de Oca - Bascuñana - Belorado - Carrias - Castildelgado - Cerezo de Río Tirón | - Cerratón de Juarros - Espinosa del Camino - Fresneda de la Sierra Tirón - Fresneña - Fresno de Río Tirón - Ibrillos - Pradoluengo | - Rábanos - Redecilla del Camino - Redecilla del Campo - San Vicente del Valle - Santa Cruz del Valle Urbión - Santa María del Invierno - Tosantos - Valle de Oca | - Valmala - Viloria de Rioja - Villaescusa la Sombría - Villafranca Montes de Oca - Villagalijo - Villambistia |  |